# Juegos de los Pequeños Estados de Europa de Andorra 2005
Los XI Juegos de los Pequeños Estados de Europa se celebraron en Andorra, entre el 30 de mayo y el 4 de junio de 2005. El Principado albergaba por segunda vez está competición, ya que también fue la anfitriona de la misma en la edición de 1991. 
La organización de los juegos corrió por cuenta del gobierno andorrano, así como del Comité Olímpico Andorrano y en los mismos participaron un total de 793 atletas provenientes de los 8 países que cumplían los requisitos para participar, esto es, pertenecer al continente europeo y tener menos de 1 millón de habitantes.

## Competiciones
Se disputaron un total de 10 disciplinas con 120 competiciones distintas. En relación con el programa de los Juegos del 2003 hubo un cambio, ya que el taekwondo sustituyó al squash. El resto de las pruebas fueron las mismas:
- Atletismo
- Baloncesto
- Ciclismo
- Judo
- Natación
- Tenis de mesa
- Taekwondo
- Tenis
- Voleibol

## Medallero

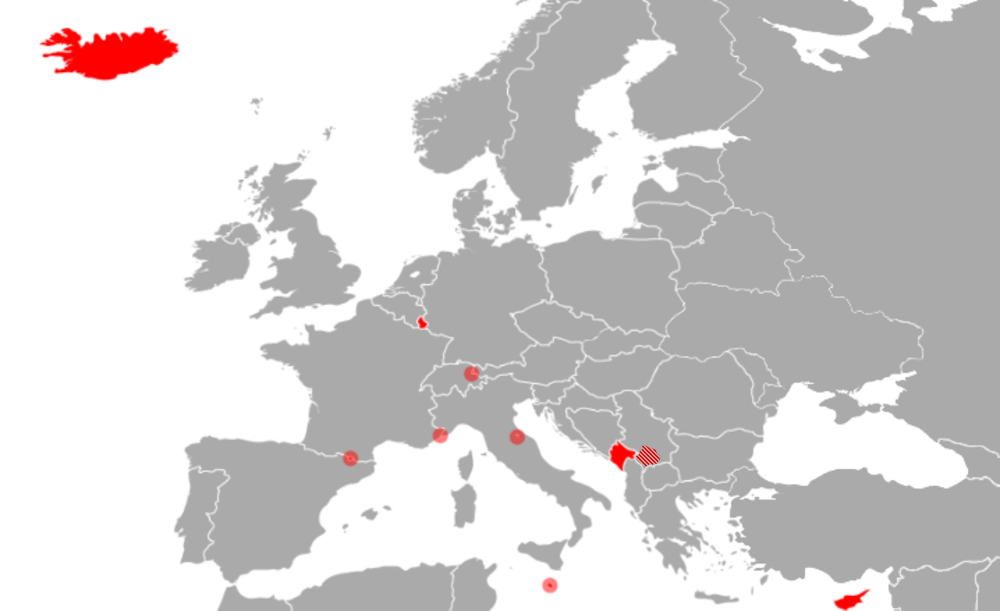
Estados participantes en la edición de 2005.

| Núm. | País                | Oro | Plata | Bronce | Total |
| ---- | ------------------- | --- | ----- | ------ | ----- |
| 1    | Chipre              | 39  | 28    | 24     | 91    |
| 2    | Islandia            | 26  | 23    | 27     | 76    |
| 3    | Luxemburgo          | 18  | 21    | 23     | 62    |
| 4    | Mónaco              | 11  | 8     | 18     | 37    |
| 5    | Andorra (anfitrión) | 8   | 14    | 9      | 31    |
| 6    | Malta               | 7   | 13    | 18     | 38    |
| 7    | San Marino          | 6   | 9     | 7      | 22    |
| 8    | Liechtenstein       | 5   | 5     | 3      | 13    |